# Alison's House
Alison's House è un dramma in tre atti di Susan Glaspell. Nonostante le recensioni mediocri e lo scarsissimo successo di pubblico, il dramma vinse il Premio Pulitzer per la drammaturgia nel 1931.

## Trama
Liberamente ispirato alla vita e le opere di Emily Dickinson, il dramma è ambientato nell'Iowa del 1899. A diciott'anni dalla morte della poetessa Alison Stanhope, la casa in cui visse deve essere venduta: ma tra le vecchie mura si cela un segreto dell'autrice, una donna che ha sacrificato l'uomo che amava per il buon nome della famiglia. Ambientato alla vigilia del XX secolo, il dramma esplora il cambiamento di valori che il passaggio dal XIX secolo ha portato con sé.

## Riconoscimenti
- Premio Pulitzer per la drammaturgia nel 1931